# Ігор Ратай
Ігор Ратай (словац. Igor Rataj; народився 3 листопада 1973 у м. Попрад, ЧССР) — словацький хокеїст, центральний/правий нападник. 
Вихованець хокейної школи ХК «Попрад». Виступав за ХК «Попрад», МХК «Кежмарок», «Слован» (Братислава), «Амур» (Хабаровськ), ХК «Ліберець», ХК «Зноємшті Орлі», «Пльзень», «Славія» (Прага), ХК «Кошице», МХК «Мартін», МсХК «Жиліна».
У складі національної збірної Словаччини провів 42 матчі (8 голів).
Чемпіон Словаччини (2000, 2002, 2003). Чемпіон Чехії (2008).